# Honoka & Azita
Honoka & Azita är en ukulele-duo från Hawaii, USA, med Honoka Katayama (född 1998) och Azita Ganjali (född 2000) som är kända för sina snabba fingrar och sina unika arrangemang av olika populära låtar.

## Diskografi
- 2015: Island Style Ukulele 2 (dubbel-CD med div. artister som utsågs till årets album 2015 vid Na Hoku Hanohano Award 2015)[2]
- 2016: Honoka & Azita (debut-EP)[3]
- 2017: Na Mele Ukulele (album med div. artister. Honoka & Azita med låten "Do the Hula")[4]